# Ondřej Šulc
Pour les articles homonymes, voir Šulc.
Ondřej Šulc, (né le 21 novembre 1983 à Kadaň), est un joueur tchèque de handball évoluant au poste de arrière droit.
international tchèque, il a notamment joué pour le club français de l'US Ivry en D1 à partir de 2010 puis à la Stella Saint-Maur en N2 en 2014, club où évolue Žaneta Tóthová, sa petite amie et gardienne de l'équipe nationale féminine slovaque. En 2015, il retrouve son club formateur, le HBC Jičín.

## Palmarès
- Vainqueur du Championnat de République tchèque  en 2007, 2008, 2009, 2010
- Vainqueur de la Coupe de République tchèque en 2007, 2008, ...
- Finaliste de la Coupe de France en 2012.